# Џон Руиз
Џон Хаиро Руиз (шп. John Jairo Ruiz; Пунтаренас, 10. јануар 1994) је костарикански фудбалер. Игра на позицији нападача. 

## Каријера
Каријеру је почео као играч једног од најбољих костариканских тимова, Саприсе. У јануару 2012. прелази у француски Лил, који га је платио 1,2 милиона евра. Тада је имао само 18 година и није добио велику шансу у Лилу током четири и по година, већ је стално играо по позајмицама. 
Прво је позајмљен Мускрону у Белгији где је у сезони 2012/13. на 30 мечева постигао 19 голова уз три асистенције. Следећу сезону био је у Лилу, али поново није добио велику шансу. 
У сезони 2014/15. играо је у белгијском Остендеу и на 30 мечева постигао је шест голова уз пет асистенција. У сезони 2015/16. је био позајмљен украјинском Дњепру где испочетка није добио континуитет у игрању. Како се сезона завршавала, Руиз је постао стандардан и у последњих пет утакмица је дао пет голова и забележио две асистенције.
Крајем јуна 2016. потписао је уговор са Црвеном звездом. Током мандата Миодрага Божовића је био углавном стандардан, па је у сезони 2016/17. у свим такмичењима забележио 33 наступа уз шест постигнутих голова. Почео је и сезону 2017/18. код тренера Владана Милојевића, али је код њега одиграо само 24 такмичарска минута у двомечу против Иртиша, оба пута улазећи на терен са клупе.
Дана 9. августа 2017. потписује трогодишњи уговор са Ал-Фахом из Саудијске Арабије. У саудијском клубу, где му је тренер био и Славољуб Муслин, Руиз је био до јануара 2019. када је уговор раскинут. Убрзо након тога се вратио у матичну Сапрису, са којом је потписао шестомесечни уговор. У другом делу 2019. године је играо у Израелу за Ирони Кирјат Шмону, да би се у јануару 2020. вратио у Костарику и потписао за Хередијано.

### Голови за репрезентацију
| Датум             | Место       | Противник | Гол   | Резултат | Такмичење   |
| ----------------- | ----------- | --------- | ----- | -------- | ----------- |
| 10. октобар 2014. | Сохар, Оман | Оман      | 2 – 1 | 4–3      | Пријатељска |